# CIM-10 Bomarc
CIM-10 Bomarc var en luftvärnsrobot som användes av USA:s flygvapen 1957 till 1972. Bomarc var världens första luftvärnsrobot med lång räckvidd och den enda luftvärnsrobot som använts av USA:s flygvapen.
Namnet Bomarc är en förkortning av Boeing and Michigan Aeronautical Research Center.

## Historia
Inspirerad av de tyska raketvapnen under andra världskrigets slutskede började Boeing 1946 att studera och experimentera med luftvärnsrobotar. 1950 hade man provskjutit över 100 robotar i olika former och resultaten verkade lovande. 1951 fick man ett kontrakt på en ”pilotlös interceptor” till USA:s flygvapen. Flygvapnet betonade att det var frågan om ett förarlöst flygplan och projektet fick därför namnet XF-99 (eXperimental Fighter).
Prototypen YF-99 provflögs första gången i september 1952 och i oktober 1955 gjordes den första skarpa provskjutningen. 1957 var Bomarc klar för leverans, men nu hade flygvapnet ändrat sig och det förarlösa flygplanet var nu en robot och fick beteckningen IM-99 (Intercept Missile). I januari 1959 togs det första batteriet i tjänst vid flygbasen McGuire utanför Philadelphia i Pennsylvania. Nu hade beteckningen återigen ändrats till CIM-10.
7 juni 1960 fattade en Bomarc-robot vid McGuire eld. Även om kärnladdningen inte detonerade så smälte skalet och plutonium läckte ut. Atomenergikommissionen sanerade området och täckte det sedan med cement.
1965 började varianten Bomarc-A att ersättas med Bomarc-B. Den största skillnaden var att Bomarc-B hade en startraket med fast bränsle och inte som tidigare flytande bränsle som måste tankas i roboten innan den kunde avfyras.
Allt eftersom hotet från långsamma kärnvapenbärande bombplan minskade blev Bomarc allt mer omodern och systemet började avvecklas. I april 1972 stängde det sista batteriet vid McGuire. På grund av plutoniumutsläppet 1960 kunde anläggningen inte säljas utan ägs fortfarande av USA:s flygvapen och står kvar i så gott som orört skick.

## Utplacering
Bomarc-robotarna placerades i batterier längs USA:s väst- och östkust för att kunna bekämpa fientliga bombplan innan de nådde USA:s territorium. Ursprungligen planerades 52 batterier med 120 robotar vardera, men besparingar gjorde att endast 16 batterier med 56 robotar vardera togs i tjänst.

### The Bomarc Missile Crisis
56 Bomarc-robotar såldes också till Kanada och placerades ut i två batterier, ett i North Bay i Ontario och ett i La Macaza i Québec. Robotarna vållade het debatt om huruvida även de robotarna skulle bestyckas med kärnladdningar. Debatten utmynnade i "The Bomarc Missile Crisis" och regeringen Diefenbakers fall 1963. Den nya liberala regeringen under Lester B. Pearson godkände kärnvapnen och 31 december 1963 försågs även de kanadensiska robotarna med kärnladdningar. Robotarna stod under kontroll av NORAD.

## Bilder

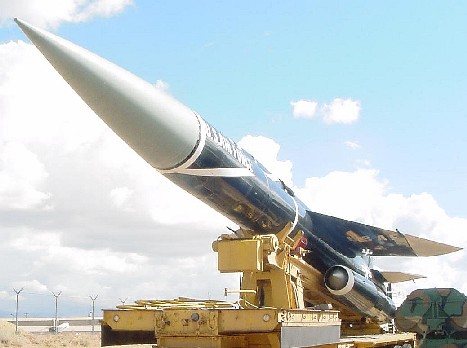
En Bomarc-robot på en mobil avfyringsramp.
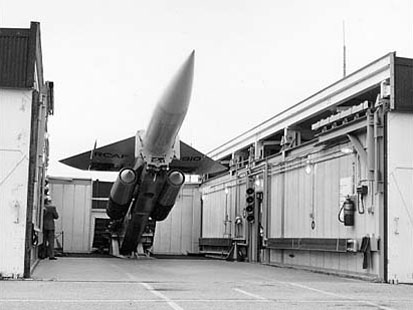
En Bomarc-robot på en stationär avfyringsramp. Det skyddande pansartaket är frånskjutet.
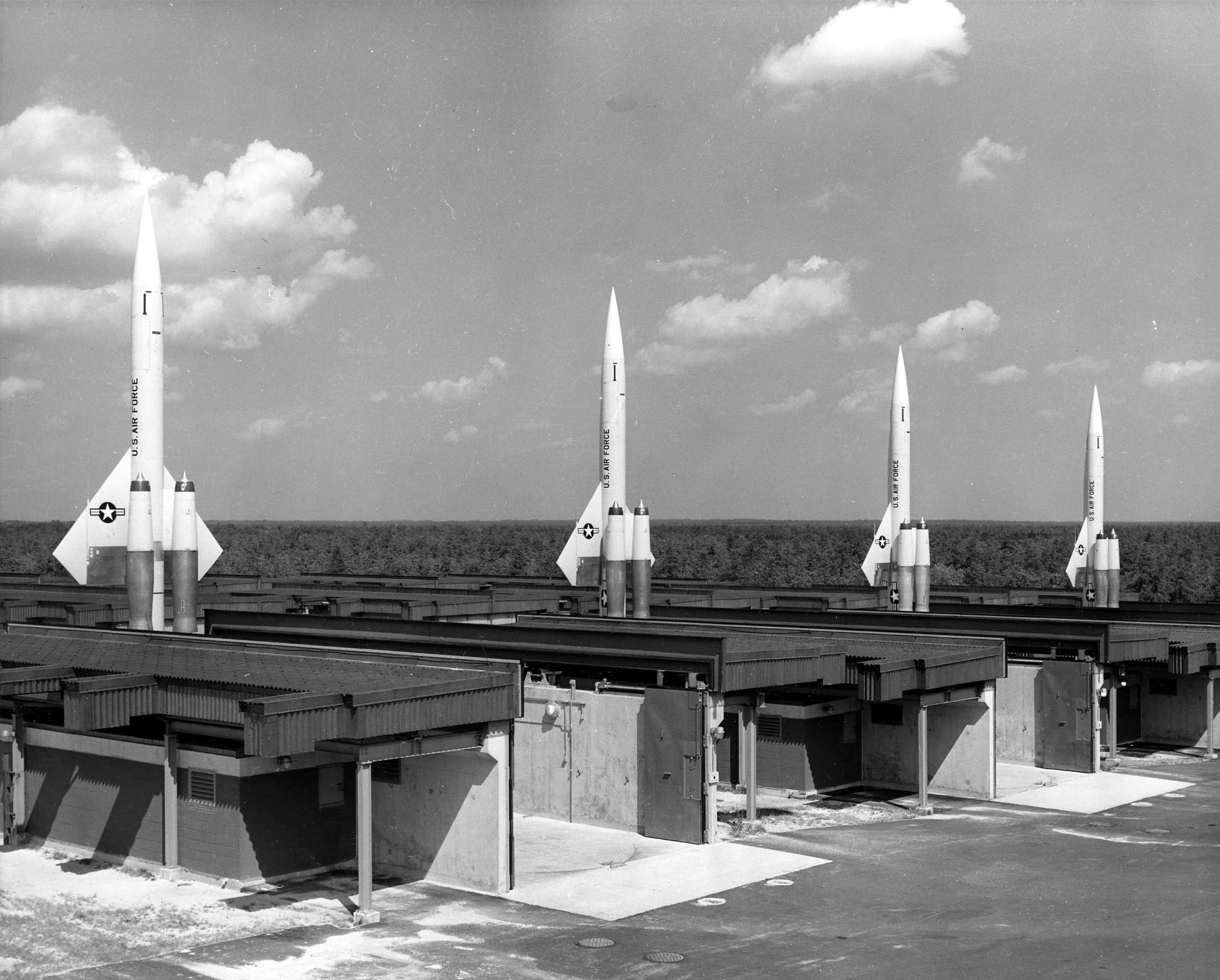
Fyra Bomarc-robotar står klara att avfyras.